# Xiǎo xiǎo de wǒ
Xiǎo xiǎo de wǒ (em chinês:  小小的我; em inglês: Big World) é um filme de drama sobre amadurecimento chinês de 2024 dirigido por Yang Lina. Ele segue Liu Chunhe, um jovem com paralisia cerebral, que supera desafios para realizar o sonho de sua avó. O filme estreou no 37º Festival Internacional de Cinema de Tóquio e foi lançado nos cinemas em 27 de dezembro de 2024.

## Enredo
Liu Chunhe, que tem paralisia cerebral, corajosamente se liberta das restrições físicas e mentais que o seguram enquanto se esforça para encontrar seu próprio lugar na vida. Sua avó, Chen Suqun, é uma idosa excêntrica que trata Chunhe como uma criança comum. Em vez de simplesmente mimá-lo em um relacionamento típico de avós e netos, ela o vê como uma criança perfeita. Seu amor por Chunhe não é apenas sobre cuidado e sacrifício — ela entende profundamente suas necessidades emocionais. Ela o encoraja a trabalhar e estudar, acreditando que ele deve experimentar tudo o que uma criança normal faz, mesmo que isso signifique se machucar.
No entanto, Chen Suqun luta para se dar bem com sua filha, Chen Lu. Ela sempre tentou compensar sua distância emocional de Chen Lu cuidando de seu neto, Liu Chunhe. Enquanto Chunhe trabalha para realizar o sonho de sua avó no palco, ele também espera consertar seu relacionamento com sua mãe. Depois de um verão transformador, ele finalmente embarca em uma nova jornada.
Após conhecer Yaya, Chunhe aspira se tornar verdadeiramente independente, em vez de ser apenas o filho querido, mas dependente, de sua mãe. Ele sonha em frequentar uma faculdade de professores distante para se tornar um educador, ganhando respeito e reconhecimento genuínos do mundo. Em contraste, sua mãe, Chen Lu, deseja que ele fique perto de casa, onde ela pode garantir sua segurança e cuidar dele em todos os aspectos de sua vida.

## Elenco
- Jackson Yee como Liu Chunhe
- Diana Lin como Chen Suqun
- Jiang Qinqin como Chen Lu
- Zhou Yutong como Yaya
- Li Gengyou como dono do café

## Lançamento
Xiǎo xiǎo de wǒ estreou e competiu no 37º Festival Internacional de Cinema de Tóquio e recebeu o Prêmio do Público.
Em 9 de dezembro de 2024, foi anunciado oficialmente que o filme seria lançado em 31 de dezembro, junto com o lançamento de um pôster promocional e um trailer chamado "Chunhe está voltando!" Em 21 de dezembro, a data de lançamento foi adiada para 27 de dezembro. O último fim de semana de 2024 viu um aumento notável nas bilheterias da China, com o filme assumindo a liderança ao arrecadar US$ 28,2 milhões (200 milhões de yuans). Em 8 de janeiro, a bilheteria do filme ultrapassou 600 milhões de yuans.

### Impacto
Após o lançamento do filme, a equipe de produção lançou um pequeno documentário que apresentava indivíduos com paralisia cerebral trabalhando em diversas funções, como chefs, entregadores, dançarinos, poetas e pais em tempo integral. O documentário ressoou particularmente entre aqueles na comunidade de deficientes, recebendo elogios por chamar a atenção para uma faceta raramente discutida da sociedade chinesa.

## Prêmios e indicações
| Ano  | Associações                                    | Categoria         | Nomeações       | Resultado |
| ---- | ---------------------------------------------- | ----------------- | --------------- | --------- |
| 2024 | 37º Festival Internacional de Cinema de Tóquio | Prêmio do Público | Xiǎo xiǎo de wǒ | Venceu    |